# تلمبه دانشجو
تلمبه دانشجو یک منطقهٔ مسکونی در ایران است که در دهستان کبوترخان واقع شده‌است. تلمبه دانشجو ۶۱ نفر جمعیت دارد.